# 20 Brygada Łączności
20 Brygada Łączności Ziemi Kieleckiej (20 BŁ WOWewn.) – oddział łączności ludowego Wojska Polskiego i okresu transformacji ustrojowej. Brygada stacjonowała w Kielcach–Stadionie przy ulicy Szczepaniaka 7.

## Formowanie i zmiany organizacyjne
Na bazie 7 Pułku Korpusu Bezpieczeństwa Wewnętrznego z dniem 1 stycznia 1964 r. sformowano 22 Samodzielny Batalion Łączności KBW. Jego dowódcą został ppłk Piotr Murmyło, a od 5 czerwca 1964 r. ppłk Czesław Sitarski. Jednostka składała się z kompanii dowodzenia, radiowej oraz plutonów: technicznego, samochodowo-remontowego, samochodowego i gospodarczego. Pod koniec kwietnia 1964 r. w skład batalionu włączono trzy plutony kompanii radioliniowej z Podoficerskiej Szkoły Łączności KBW w Prudniku. 
5 grudnia 1964 r. batalion przeformowano w 7 Pułk Łączności KBW Ziemi Kieleckiej pod dowództwem ppłk Czesława Sitarskiego. W składzie pułku znalazły się dwa bataliony dowodzenia, kompanie: radioliniowa, kablowa i obsługi. Zarządzeniem nr 41 Rady Ministrów z 24 czerwca 1965 r. KBW z dniem 1 lipca 1965 r. zostało podporządkowane Ministerstwu Obrony Narodowej i do końca roku przemianowane na Wojska Obrony Wewnętrznej. 
Rozkazem Głównego Inspektora Obrony Terytorialnej Nr 04 z dnia 21 stycznia 1968 r. 7 Pułk Łączności otrzymał nazwę 20 Pułk Łączności WOWewn. Ziemi Kieleckiej. Pułk uczestniczył w wielu ćwiczeniach, m.in. w ćwiczeniu wojsk Układu Warszawskiego pod kryptonimem „Odra-Nysa-69”, ćwiczeniach ogólnokrajowych pod kryptonimem „Kraj-68”, „Kraj-73”, ćwiczeniach regionalnych Głównego Inspektoratu Obrony Terytorialnej pod kryptonimem „Ziemia Kielecka-69”, „Podlasie-70”, „Ziemia Kielecka-72”, „Ziemia Mazowiecka-73”, „Ziemia Kielecka-74”. 20 Pułk był także zaangażowany przy produkcji filmowej. W marcu 1968 r. codziennie dwudziestu żołnierzy pracowało dla Wytwórni Filmów Fabularnych w Łodzi podczas przygotowania dekoracji do filmu Pan Wołodyjowski. Pułk brał udział  także w likwidacji skutków klęsk żywiołowych. W kwietniu i lipcu 1968 r. w gaszeniu pożarów lasów pod Bliżynem i Brzegami wzięło udział 125 żołnierzy wraz z 9 pojazdami mechanicznymi. 20 Pułk zajmował czołowe miejsca wśród jednostek Wojsk Obrony Wewnętrznej. Trzykrotnie, w latach 1971, 1973 i 1975, minister obrony narodowej przyznał pułkowi medal pamiątkowy Za osiągnięcia w służbie wojskowej. Na podstawie zarządzenia Szefa Sztabu Generalnego Wojska Polskiego z 17 lipca 1976 r. oraz rozkazu dowódcy WOWewn. z 30 września 1976 r. 20 Pułk Łączności przeformowano na 20 Brygadę Łączności WOWewn. Ziemi Kieleckiej. 
Zgodnie z rozkazem ministra Obrony Narodowej z 15 listopada 1976 r., 20 BŁ WOWew z dniem 9 grudnia 1976 r. została podporządkowana dowódcy Warszawskiego Okręgu Wojskowego. W 1980 r. zorganizowana została w brygadzie szkoła podchorążych rezerwy. W maju 1989 r. rozwiązane zostały Wojska Obrony Wewnętrznej. Zmieniły się zatem otoki na czapkach żołnierzy brygady z granatowych na oliwkowe. Z dniem 1 stycznia 1992, 20 Brygada Łączności wyszła z podporządkowania WOW i weszła w podporządkowanie dowódcy Nadwiślańskich Jednostek Wojskowych Ministerstwa Spraw Wewnętrznych, otrzymując ponownie granatowe otoki. W styczniu 1994 r. nastąpiło połączenie służb technicznych i kwatermistrzostwa w logistykę. W 2000 r. pojawił się projekt przeformowania brygady na jednostkę OT. Nie został on jednak zrealizowany, a w 2001 r. 20 Brygada Łączności Ziemi Kieleckiej została rozformowana.
| Struktura organizacyjna 20 BŁ WOWewn. w 1976 r. |
| ----------------------------------------------- |
| dowództwo i sztab                               |
| batalion radiowy                                |
| 1 batalion telefoniczno-telegraficzny           |
| 2 batalion telefoniczno-telegraficzny           |
| batalion radioliniowo-kablowy                   |
| podoficerska szkoła łączności                   |
| kompania transmisji informacji                  |
| kompania remontowa                              |
| kompania zaopatrzenia                           |
| kompania specjalna                              |
| kompania medyczna                               |

## Dowódcy
W latach 1964–2001 dowódcami byli:
- płk Czesław Sitarski (1964–1981)
- płk Lucjan Chmiel (1981–1982)
- płk Aleksander Gruszeczka (1982–1985)
- płk Andrzej Bischoff (1985–1989)
- płk Edmund Smakulski (1989–1991)
- płk Leszek Puziak (1991–1993)
- płk Rober Zawicki (1993–1997)
- płk Jerzy Szmajda (1997–2001)